# Зигфрид III (Витгенщайн)
Зигфрид III фон Витгенщайн (на немски: Siegfried III von Wittgenstein; † сл. 1 февруари 1359) от род Батенберг, е граф на Витгенщайн.

## Произход
Той е син на граф Видекинд III фон Витгенщайн от род Батенберг († сл. 1307) и съпругата му Алайдис фон Арберг († сл. 1303), дъщеря на Хайнрих IV фон Арберг, бургграф на Кьолн.

## Фамилия
Зигфрид III се жени за Маргарета фон Шьонекен († 1361), дъщеря на Герхард I фон Шьонекен († 1317) и Мехтилд фон Насау († 1319), дъщеря на граф Ото I фон Насау († 1289/1290) и Агнес фон Лайнинген. Те имат децата: 
- Аделхайд фон Витгеншайн († 1357/1362), омъжена пр. 1345 г. за граф Салентин II фон Сайн-Хомбург († 1392), син на граф Готфрид II фон Сайн-Хомбург († 1354)
- Вернер IV (V) († 1359), женен 1347 г. за Агнес фон Насау-Висбаден-Идщайн († 1376), дъщеря на граф Адолф I фон Насау-Висбаден-Идщайн
- Мехтилд († 1364), омъжена пр. 2 август 1342 г. за граф Дитрих II фон Золмс-Бургзолмс († 1371), син на граф Йохан I фон Золмс-Бургзолмс
- Ирмгард († 1362), омъжена за граф Бопо II фон Еберщайн († 1381), граф на Еберщайн, син на граф Попо II фон Еберщайн